# Eugene Omalla
Eugene Omalla (Zoetermeer, 5 oktober 2000) is een Oegandees-Nederlandse sprinter, die vanaf 8 april 2024 voor Nederland uitkomt. Op de Olympische Spelen van Parijs in 2024 won hij goud op de 4 × 400 m gemengde estafette. Hiermee is hij prompt, samen met Isaya Klein Ikkink, de eerste Nederlandse atleet in de historie geworden die olympisch goud won. Verder is hij Afrikaans indoorrecordhouder met een tijd van 45,18 s op de 400 m.

## Levensloop
Eugene en zijn tweelingbroer Jaime Omalla hebben een Oegandese vader en Nederlandse moeder. Ze werden geboren in Zoetermeer en verhuisden op hun zevende van Nederland naar Oeganda. Op hun veertiende gingen ze naar een kostschool in Kenia. Daar speelden de broers fanatiek rugby. Ze wilden graag naar Amerika om te studeren en twijfelden, of ze met hun sport zouden worden toegelaten. Daarop besloten ze op hun zeventiende om de atletiek te proberen en te trainen op de 100 en 200 m.
Eugene liep in zijn eerste atletiekjaar de 100 m in 10,7 s en dat leverde hem en zijn broer een tweejarige studiebeurs op voor de McKendree University in Illinois, die uitkomt in de tweede divisie van de Amerikaanse studentenatletiek. Ze trainden onder Agne Eggerth, een voormalig sprintster die in 2000 en 2004 voor Litouwen aan de Olympische Zomerspelen had meegedaan. Eugene liep op zijn 19e de 400 m in 46,71 s.
Hierna vertrokken de broers voor twee jaar naar de Southeastern Louisiana University, die uitkomt op het hoogste niveau. Eugene verbeterde zijn tijd op de 400 m naar 46,06. In 2024 hoopten de broers af te studeren aan de Universiteit van Kansas, waar ze trainen onder Cliff Rovelto en zijn assistent Fabien Corbillon en uitkomen in de NCAA-kampioenschappen. In februari 2024 liep Eugene Omalla 45,18 op de 400 m indoor. Dit was een Afrikaans record en 0,3 seconden sneller dan het Nederlandse indoorrecord van Liemarvin Bonevacia.
Daar de broers nog niet voor een nationale ploeg waren uitgekomen, konden ze kiezen welk land ze wilden vertegenwoordigen. De keus viel op Nederland, dat met zijn estafettes meedoet om de medailles op de grote toernooien. Eugene's tijd zat dicht bij de 45,00 seconden, en dat was tot 1 juli 2024 de internationale kwalificatielimiet voor de Olympische Spelen dat jaar in Parijs. Eind april liep Eugene zijn eerste wedstrijd voor Nederland en won in Willemstad de 300 m tijdens een trainingswedstrijd voor de World Athletics Relays in Nassau op de Bahama's die een week later werden gehouden. Daar liep Eugene Omalla met Terrence Agard, Liemarvin Bonevacia en Ramsey Angela naar een vierde plaats in 3.03,02.

### Olympische Spelen Parijs 2024
Op de Olympische Zomerspelen van Parijs in 2024 verving Omalla de geblesseerde Liemarvin Bonevacia. Op 3 augustus won hij goud op de 4 × 400 m gemengde estafette, samen met Femke Bol, Lieke Klaver en Isaya Klein Ikkink. Cathelijn Peeters liep in plaats van Bol in de voorronde. Het kwartet won in 3.07,43, tweehonderdsten seconde boven het wereldrecord.
In april 2025 werd de gouden medaille van Omalla aangeboden op een veilingsite. Dit leverde hem een golf van kritiek op, waarbij hem hebzucht, zelfverrijking en disrespect voor de Olympische Spelen werd verweten. Dit weersprak Omalla. Een groot deel van de opbrengst was bedoeld voor Child's Destiny  Hope, het goede doel van zijn ouders dat kinderen in Oeganda helpt met onderwijs en ondersteuning. Een ander deel gaat naar het waarborgen van de toekomst en welzijn van zijn familie, die hem heeft geholpen om olympisch kampioen te worden.
Omalla is niet de eerste atleet die zijn olympische medaille veilt voor een goed doel. De Poolse speerwerpster Maria Andrejczyk maakte met haar zilveren medaille van Tokio 2021 een hartoperatie van een Poolse baby mogelijk. De Oekraïense bokser Volodymyr Klytsjko veilde zijn gouden medaille van 1996 in 2012 en stak de opbrengst in een eigen stichting die zich inzet voor kinderen in Oekraïne.

### Internationale kampioenschappen
| Onderdeel         | Titel                   | Jaar |
| ----------------- | ----------------------- | ---- |
| 4 × 400 m gemengd | Olympisch kampioen      | 2024 |
| 4 × 400 m         | Europees indoorkampioen | 2025 |

## Persoonlijke records
Outdoor
| Onderdeel | Prestatie          | Datum           | Plaats            |
| --------- | ------------------ | --------------- | ----------------- |
| 100 m     | 11,00 s (-0,7 m/s) | 11 april 2021   | St. Charles       |
| 200 m     | 20,64 s (+0,7 m/s) | 14 juli 2024    | La Chaux-de-Fonds |
| 300 m     | 32,68 s            | 28 april 2024   | Willemstad        |
| 400 m     | 45,04 s            | 3 augustus 2025 | Apeldoorn         |

Indoor
| Onderdeel | Prestatie    | Datum                 | Plaats       |
| --------- | ------------ | --------------------- | ------------ |
| 60 m      | 7,08 s       | 2 december 2022       | Birmingham   |
| 200 m     | 21,60 s      | 6 en 27 februari 2022 | Birmingham   |
| 300 m     | 37,19 s      | 1 februari 2020       | Elsah        |
| 400 m     | 45,18 s (AR) | 23 februari 2024      | Lubbock      |
| 600 m     | 1.22,19      | 29 januari 2022       | Lake Charles |

## Palmares

### 400 m
- 2024: 4e NK - 46,62 s (in ½ fin. 46,15 s)
- 2024:  FBK Games - 46,12 s
- 2025: 4e FBK Games - 46,00 s
- 2025:  NK – 45,04 s

Diamond League-resultaten
- 2024: 8e Athletissima - 46,06 s

### 4 × 400 m
- 2025:  EK indoor - 3.04,95

### 4 × 400 m gemengd
- 2024:  OS - 3.07,43 (ER)

## Onderscheidingen
- Ridder in de Orde van Oranje-Nassau - 13-08-2024

2020: Karol Zalewski, Natalia Kaczmarek, Justyna Święty-Ersetic, Kajetan Duszyński · 
2024: Eugene Omalla, Lieke Klaver, Isaya Klein Ikkink, Femke Bol